# Joseph Tommasi
Joseph Tommasi (15 aprile 1951 – El Monte, 15 agosto 1975) è stato un politico statunitense fondatore del Fronte di Liberazione Nazionalsocialista, un partito politico di estrema destra derivato dal Partito Nazista Americano.

## Biografia

### Carriera politica
Joseph Tommasi nacque il 15 aprile 1951, da una famiglia di ceto medio, e, influenzato dalle idee di William Luther Pierce, è salito alla ribalta come giovane leader nei ranghi del Partito Nazista Americano, nella contea di Arlington, in Virginia. Nel 1969, Tommasi ha fondato il Fronte di Liberazione Nazionalsocialista come ala giovanile del Partito Nazista Americano, ma, in seguito all'omicidio di George Lincoln Rockwell (primo leader del Partito Nazista Americano), Tommasi si trovò spesso in contrasto con il suo successore, Matthias Koehl. Quest'ultimo, forte sostenitore delle idee di Hitler, si opponeva ai punti di vista troppo radicali di Tommasi e alle sue abitudini personali, come il fumo di marijuana, i capelli lunghi, l'ascolto di musica rock and roll e l'abitudine di invitare e fare sesso con la propria fidanzata nella sede del partito. Tutto questo portò alla sua espulsione dal partito nel 1973, e Tommasi quindi, di tutta risposta, decise di scindere il Fronte di Liberazione Nazionalsocialista dal Partito Nazista Americano, rendendolo un partito a sé stante.

### Morte
Tommasi fu leader di questo nuovo partito solo per un anno però, perché il 15 agosto 1975 fu ucciso da un singolo proiettile alla testa a El Monte, in California, di fronte ad una sede del Partito Nazista Americano. Nel quartier generale del partito furono trovate numerose armi, tra cui una pistola che aveva sparato di recente. David Rust, che era con lui in quel momento, dichiarò che un membro del partito rivale rivolse un gesto osceno verso di loro e che, quando Tommasi entrò nel cortile portando con sé una mazza, gli sparò in testa. Jerry Keith Jones, 18 anni, fu sospettato dell'omicidio. Tommasi è stato sepolto al Rose Hills Memorial Park. La vita di Joseph Tommasi ispirò molto il neonazista James Mason, che nel 1980 rifondò il Fronte di Liberazione Nazionalsocialista, dopo che esso era stato disciolto nel 1975 sotto la breve presidenza di David Rust.